# Ravascletto
Ravascletto (furlanisch Ravasclêt) ist eine italienische Gemeinde mit 566 Einwohnern in der Region Friaul-Julisch Venetien, etwa 120 Kilometer nordwestlich von Triest und rund 60 km nordwestlich von Udine.
Die Nachbargemeinden sind Cercivento, Comeglians, Ovaro und Paluzza.
Ravascletto ist ein Fremdenverkehrsort, vor allem für Bergwanderer und Schifahrer. Zwölf Seilbahnen und Skilifte bringen die Skifahrer und die Bergsteiger bis auf den Gipfel des Monte Zoncolan in einer Höhe von 1700 m. Ravascletto bietet Anlagen und Pisten für Langlauf, Alpinski und Skiwandern und hat auch eine nachts beleuchtete Rodelbahn sowie eine Sporthalle mit Tennisrasenplätzen.
Mit dem Auto kann man die Gipfelstraße entlangfahren, über die man Höhen von bis zu 2000 m erreicht, eine barrierefreie Strecke, von der man eine schöne Aussicht auf die Berggruppe des Monte Coglians, auf Deutsch Hohe Warte, die Friauler Dolomiten und die kleinen Seen in der Umgebung genießt.
In Ravascletto gibt es Hotels, Ferienwohnungen und Privatunterkünfte im typischen Stil dieser Bergregion.

## Persönlichkeiten
- Leo De Crignis (* 1952), Skispringer